# Cacosternum
Cacosternum – rodzaj płazów bezogonowych z podrodziny Cacosterninae w rodzinie Pyxicephalidae.

## Zasięg występowania
Rodzaj obejmuje gatunki występujące w południowej i wschodniej Afryce.

## Systematyka

### Etymologia
Cacosternum: gr. κακος kakos „kiepski, lichy, brzydki”; στερνον sternon „pierś, klatka piersiowa”.

### Podział systematyczny
Do rodzaju należą następujące gatunki:
- Cacosternum aggestum Channing, Schmitz, Burger & Kielgast, 2013
- Cacosternum australis Channing, Schmitz, Burger & Kielgast, 2013
- Cacosternum boettgeri (Boulenger, 1882)
- Cacosternum capense Hewitt, 1925 – kako przylądkowa[6]
- Cacosternum karooicum Boycott, de Villiers & Scott, 2002
- Cacosternum kinangopensis Channing & Schmitz, 2009
- Cacosternum leleupi Laurent, 1950
- Cacosternum namaquense Werner, 1910
- Cacosternum nanogularum Channing, Schmitz, Burger & Kielgast, 2013
- Cacosternum nanum Boulenger, 1887
- Cacosternum parvum Poynton, 1963
- Cacosternum platys Rose, 1950
- Cacosternum plimptoni Channing, Brun, Burger, Febvre & Moyer, 2005
- Cacosternum rhythmum Channing, Schmitz, Burger & Kielgast, 2013
- Cacosternum striatum FitzSimons, 1947
- Cacosternum thorini Conradie, 2014